# Erioptera (Erioptera) mediofusca
Erioptera (Erioptera) mediofusca is een tweevleugelige uit de familie steltmuggen (Limoniidae). De soort komt voor in het Palearctisch gebied.